# Сокуров Олександр Миколайович
Олександр Миколайович Сокуров (рос. Александр Николаевич Сокуров; 14 червня 1951, село Подорвіха, Іркутська область, Російська РФСР) — радянський і російський режисер документального та ігрового кіно, сценарист, оператор. Заслужений діяч мистецтв РФ (1997). Народний артист Росії (2004).

## Життєпис
Олександр Сокуров народився 14 червня 1951 року в селі Подорвіха Іркутської області РРФСР в родині військовослужбовця. За походженням — черкес, нащадок стародавнього кабардинського роду. Велика частина його дитинства пройшла в Туркменістані; переїжджав з батьками з місця на місце. Вчитися в школі почав в Польщі, закінчив у Туркменістані.
У 1974 році закінчив історичний факультет Горьківського державного університету. Під час навчання в університеті в 1969–1975 роках працював в Редакції художнього мовлення на Горьківському телебаченні помічником, а потім асистентом режисера. У віці 19 років він як режисер випустив свої перші телевізійні програми, а за всі роки роботи на Горьківському телебаченні ним були створені кілька телевізійних фільмів і ряд телевізійних програм прямого ефіру.
У 1979 році закінчив режисерський факультет ВДІКу (майстерня документального кіно Олександра Згуріді). Під час навчання у ВДІКу за відмінне навчання отримував стипендію імені С. Ейзенштейна.
У 1979 році, здавши іспити екстерном, на рік раніше терміну був змушений закінчити навчання у ВДІКу через гострий конфлікт з адміністрацією інституту і керівництвом Держкіно: його студентські кінематографічні роботи категорично не приймалися, його звинувачували в формалізмі і в антирадянських настроях. Перша художня картина «Самотній голос людини», за мотивами повісті російського письменника Андрія Платонова, пізніше отримала низку фестивальних нагород, не була зарахована керівництвом інституту як дипломна робота.
У 1980 році за рекомендацією Андрія Тарковського був зарахований режисером-постановником в штат кіностудії «Ленфільм», де працював над своїми першими ігровими картинами. Паралельно з цим співпрацював з Ленінградською студією документальних фільмів, де зняті в різний час всі його документальні кінокартини.
Вже перші фільми, зроблені ним у Ленінграді, викликали негативну реакцію у партійного керівництва міста та в Держкіно. Протягом тривалого часу жоден з його фільмів не був дозволений радянською цензурою до показу.
Тільки в кінці 1980-х років ряд знятих раніше ігрових і документальних фільмів вийшли в прокат і представляли російське кіно на багатьох міжнародних кінофестивалях. У 1980-1990-і роки режисер інтенсивно працював, знімаючи ігрові та документальні картини, часто кілька фільмів на рік.
У той же час він брав участь у роботі благодійних програм для молоді на радіо, займався з групою молодих початківців режисерів при кіностудії «Ленфільм».
З 1998 року був головою художньої ради кіностудії «Ленфільм».
У 1998–1999 роках вів на телебаченні в Санкт-Петербурзі цикл передач «Острів Сокурова», в яких порушувалися питання про місце кінематографу в сучасній культурі.
З середини 1990-х років режисер зі своїми колегами почав освоєння відео технології, яке продовжується досі. Групою Сокурова знято ряд документальних відеофільмів. Декілька з них зроблено в Японії за замовленням японських ТБ каналів.
На основі знімальної групи Сокурова на «Ленфільмі» створена студія «Берег».

## Творчий доробок
Автор понад 40 художніх і документальних фільмів. Він зняв документальні фільми «Марія», «Соната для Гітлера», «Дмитро Шостакович. Альтова соната», «І нічого більше», «Жертва вечірня», «Терпіння, Труд», «Елегія», «Московська елегія», «Петербурзька елегія», «Радянська елегія», «До подій у Закавказзі», «Проста елегія», «Приклад інтонації», «Елегія з Росії», «Духовні голоси», «Східна елегія», «Бесіди із Солженіциним», «Петербурзький щоденник. Моцарт. Реквієм», «Елегія життя. Ростропович. Вишневська» та інші.
Є режисером таких художніх фільмів, як «Самотній голос людини» (1978), «Ампір» (1986), «Скорботна бездушність» (1986), «Дні затемнення» (1988), «Спаси і збережи» (1989), «Коло друге» (1990), «Камінь» (1992), «Тихі сторінки» (1993), «Мати і син» (1997), «Молох» (1998), «Телець» (2000), «Батько і син» (2003), «Російський ковчег» (2002), «Сонце» (2005), «Олександра» (2007), «Фауст» (2011), «Франкофонія» (2015) та інших.
У фільмах «Телець» і «Сонце» виступив і як оператор-постановник, а у фільмах «Ти повинен жити» і «Російський ковчег» знявся як актор.
Був режисером озвучування у фільмі Федеріко Фелліні «І корабель пливе...», режисером-постановником вистави «Гамлет» (на основі опери Амбруаза Тома) в Московському театрі «Нова опера» (1999), вистави «Не владні ми в долі своїй» в «Театрі „Школа драматичного мистецтва“» (2004), опери «Борис Годунов» Модеста Мусоргського у Большому театрі (2007).
У 2010 році відкрив творчу майстерню в місті Нальчику на факультеті мистецтв та засобів масової інформації Кабардино-Балкарського державного університету для молоді Північного Кавказу. Він набрав курс студентів за спеціальністю «Режисура кіно і телебачення».

## Громадська діяльність
Член Ради зі збереження культурної спадщини Санкт-Петербурга при уряді міста.
У лютому 2008 році передбачив ймовірну війну Росії з Україною та конфлікт з Казахстаном.
У березні 2014 року митець виступив із заявою, в якій доводить, що застосування військової сили проти українців буде мати незворотні наслідки для самої Росії. Також він закликав росіян поважати бажання українців жити окремою державою:

«Ми не один народ з українцями, ми різні. У нас внутрішньо різні культури. Не дарма українці завжди хотіли жити окремою державою. Так, ми близькі, у нас є багато схожого, але це не означає, що ми один народ. Це зовсім не так. Ми різні, і нам цю різницю потрібно поважати і цінувати.».

У грудні 2016 року режисер Сокуров на зустрічі з Путіним вступив з ним  у відкриту полеміку щодо необхідності вирішення проблеми звільнення ув'язненого в РФ українця Олега Сенцова.

## Відзнаки і нагороди
- Заслужений діяч мистецтв Росії (1997)
- народний артист Росії (2004)
- Лауреат Державної премії Росії (1996, 2001)
- Учасник і лауреат багатьох міжнародних фестивалів.
- У різних країнах світу майже щорічно проходять ретроспективи його фільмів, він володар найпрестижніших нагород: призу ФІПРЕССІ (Міжнародної асоціації кінокритиків), премії імені Тарковського (1988), премії Ватикану «Третє тисячоліття» (1988), премії «Золотий Овен» (1996, 1999, 2001), премії «Ніка» (2001), премії «ТЕФІ» (2007) та інших.
- У 1995 році за рішенням Європейської кіноакадемії ім'я Олександра Сокурова включено в число ста найкращих режисерів світового кіно всіх часів.
- У липні 2011 був удостоєний призу «Талант без кордонів» Другого міжнародного фестивалю молодого європейського кіно VOICES (Vologda Independent Cinema from European Screens).